# Неспеш
Неспеш је насељено место у саставу града Свети Иван Зелина у Загребачкој жупанији, Хрватска. До територијалне реорганизације у Хрватској налазио се у саставу бивше велике општине Свети Иван Зелина.

## Становништво
На попису становништва 2011. године, Неспеш је имао 338 становника.

## Попис1991.
На попису становништва 1991. године, насељено место Неспеш је имало 364 становника, следећег националног састава:
| Попис 1991.‍ | Попис 1991.‍ | Попис 1991.‍ | Попис 1991.‍ | Попис 1991.‍ |
| ----------- | ----------- | ----------- | ----------- | ----------- |
|             |             |             |             |             |
| Хрвати      | Хрвати      |             | 361         | 99,17%      |
| Срби        | Срби        |             | 1           | 0,27%       |
| непознато   | непознато   |             | 2           | 0,54%       |
| укупно: 364 |             |             |             |             |